# Proto-Malajowie
Proto-Malajowie (malajski Orang Melayu Asli) – ludy austronezyjskie, które dotarły na Półwysep Malajski jako trzecia fala migracji, po Semangach (Negrytach) i Senoi. Prawdopodobnie przedostali się z Sumatry i Archipelagu Riau. Zaliczani oficjalnie do Orang Asli (autochtonów), lecz z biegiem czasu przejęli język malajski.